# Università statale di San Paolo
L'Università statale di San Paolo "Júlio de Mesquita Filho" (UNESP, Universidade Estadual Paulista in portoghese), è un'università pubblica dello stato di San Paolo in Brasile.

## Struttura
L'università comprende 24 campus e 34 istituti:
- Campus de Araçatuba

Mappa dello stato di San Paolo con i comuni dove sono presenti campus di UNESP (in rosso).

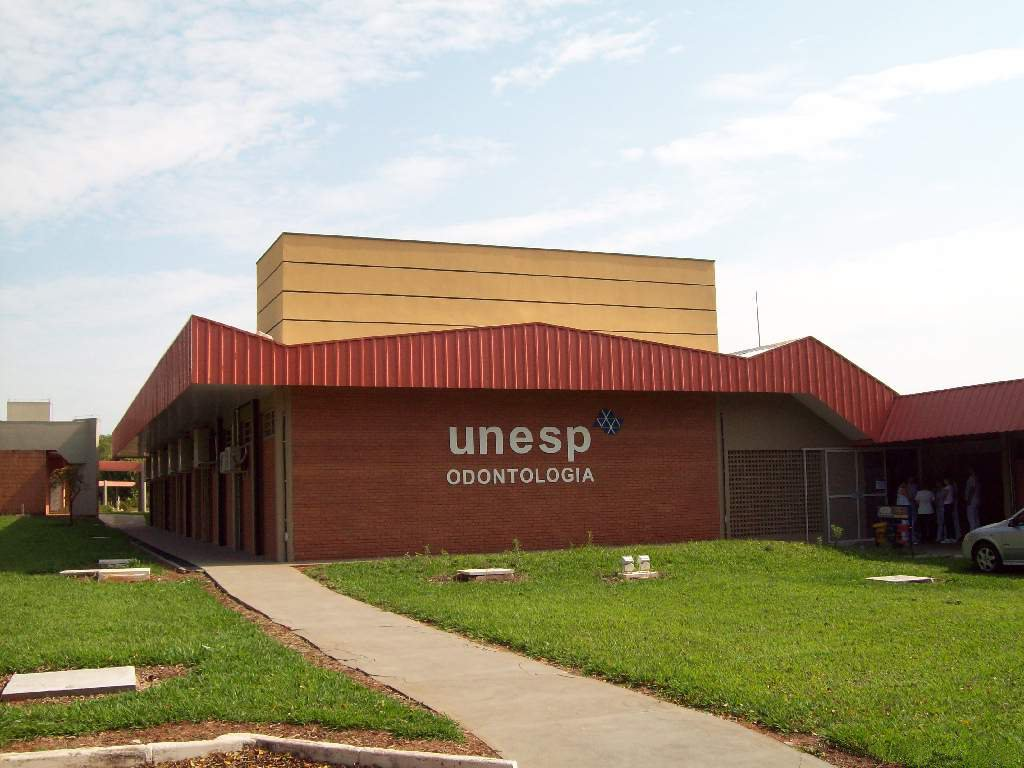
Facoltà di Odontologia di Araçatuba

  - Faculdade de Odontologia de Araçatuba (FOA)
  - Faculdade de Medicina Veterinária (FMV)
- Campus de Araraquara
  - Faculdade de Ciências Farmacêuticas (FCF)
  - Faculdade de Ciências e Letras (FCL)
  - Faculdade de Odontologia de Araraquara (FOAR)
  - Instituto de Química (IQ)
- Campus de Assis
  - Faculdade de Ciências e Letras (FCL)
- Campus de Bauru
  - Faculdade de Arquitetura, Artes e Comunicação (FAAC)
  - Faculdade de Ciências (FC)
  - Faculdade de Engenharia de Bauru (FEB)
- Campus de Botucatu
  - Faculdade de Ciências Agronômicas (FCA)
  - Faculdade de Medicina (FM)
  - Faculdade de Medicina Veterinária e Zootecnia (FMVZ)
  - Instituto de Biociências (IB)
- Campus de Dracena
  - Faculdade de Ciências Agrárias e Tecnológicas (FCAT)
- Campus de Franca
  - Faculdade de Ciências Humanas e Sociais (FCHS)
- Campus de Guaratinguetá
  - Faculdade de Engenharia de Guaratinguetá (FEG)
- Campus de Ilha Solteira
  - Faculdade de Engenharia de Ilha Solteira (FEIS)
- Campus Experimental de Itapeva
- Campus de Jaboticabal
  - Faculdade de Ciências Agrárias e Veterinárias (FCAV)
- Campus de Marília
  - Faculdade de Filosofia e Ciências (FFC)
- Campus Experimental de Ourinhos
- Campus de Presidente Prudente
  - Faculdade de Ciências e Tecnologia (FCT)
- Campus Experimental de Registro
- Campus de Rio Claro
  - Instituto de Biociências (IB)
  - Instituto de Geociências e Ciências Exatas (IGCE)
- Campus Experimental de Rosana
- Campus São João da Boa Vista
- Campus de São José do Rio Preto
  - Instituto de Biociências, Letras e Ciências Exatas (IBILCE)
- Campus de São José dos Campos
  - Instituto de Ciência e Tecnologia (ICT)
- Campus de São Paulo
  - Instituto de Artes (IA)
  - Instituto de Física Teórica (IFT)
- Campus do Litoral Paulista (São Vicente)
  - Instituto de Biociências (IB)
- Campus de Sorocaba
  - Instituto de Ciência e Tecnologia (ICT)
- Campus de Tupã
  - Faculdade de Ciências e Engenharia (FCE)